# 洛胡姆
洛胡姆是德国莱茵兰-普法尔茨州的一个市镇。总面积4.65平方公里，总人口308人，其中男性155人，女性153人（2011年12月31日），人口密度66人/平方公里。